# Provincia di Noumbiel
La provincia di Noumbiel è una delle 45 province del Burkina Faso, situata nella Regione del Sud-Ovest. Il capoluogo è Batié.

## Struttura della provincia
La provincia di Noumbiel comprende 5 dipartimenti, di cui 1 città e 4 comuni:

### Città
- Batié

### Comuni
- Boussoukoula
- Kpuéré
- Legmoin
- Midebdo